# Anatkina extrema
Anatkina extrema är en insektsart som beskrevs av Young 1986. Anatkina extrema ingår i släktet Anatkina och familjen dvärgstritar. Inga underarter finns listade i Catalogue of Life.